# Joe Bastianich

Firma

Joseph Bastianich, detto Joe (New York, 17 settembre 1968), è un imprenditore, personaggio televisivo e cantante statunitense con cittadinanza italiana, attivo nel settore della ristorazione.

## Biografia
Joseph Bastianich è nato il 17 settembre 1968 ad Astoria, quartiere di New York situato nel nord-ovest del Queens, uno dei cinque borough, figlio primogenito di una coppia di italiani esuli istriani, il ristoratore Felice Bastianich (Albona, 1940 - New York, 2010) e la cuoca Lidia Matticchio (Pola, 1947); ha una sorella minore, Tanya, nata nel 1972. I Bastianich avevano comprato nel 1964 il loro primo ristorante, il piccolo Buonavia di Forest Hills (Queens); nel 1979 acquisirono il Villa Seconda. Nel 1981, quando Joe aveva 13 anni, la sua famiglia vendette entrambi i ristoranti per lanciare un nuovo locale, il Felidia (il cui nome deriva dalla crasi dei nomi dei genitori di Joe), a Manhattan.
Joe frequentò la Fordham Preparatory School nel Bronx ed il Boston College; in seguito iniziò a lavorare come bond-trader presso la banca Merrill Lynch di Wall Street, ma abbandonò presto questa carriera per intraprendere l'attività familiare nel settore della ristorazione.

## Carriera
Nel 1993 Joe convinse i suoi genitori a investire con lui, aprendo il suo primo ristorante, il Becco, a Manhattan. Come il Felidia, anche il Becco fu un successo immediato e permise alla famiglia di aprire nuovi ristoranti anche fuori dalla città di New York. Il ristorante Becco è apparso in diversi telefilm, come Beverly Hills 90210 e Friends. Nel 1997 Felice e Lidia Bastianich divorziarono dopo 31 anni di matrimonio ed il padre decise di ritirarsi dagli affari legati alla ristorazione, cedendo le sue partecipazioni ai figli.
Nel 1998 si associò con lo chef Mario Batali per aprire il Babbo Ristorante e Enoteca, a cui il New York Times assegnò due stelle. Continuando la collaborazione, Bastianich e Batali aprirono altri sette tra ristoranti e punti vendita a New York: Lupa, Esca, Casa Mono, Bar Jamón, Otto, Del Posto e nel 2010 Eataly a Manhattan insieme a Oscar Farinetti. A Los Angeles aprirono Osteria Mozza e Pizzeria Mozza (più tardi esportati a Marina Bay Sands, Singapore), e B&B Ristorante a Las Vegas.

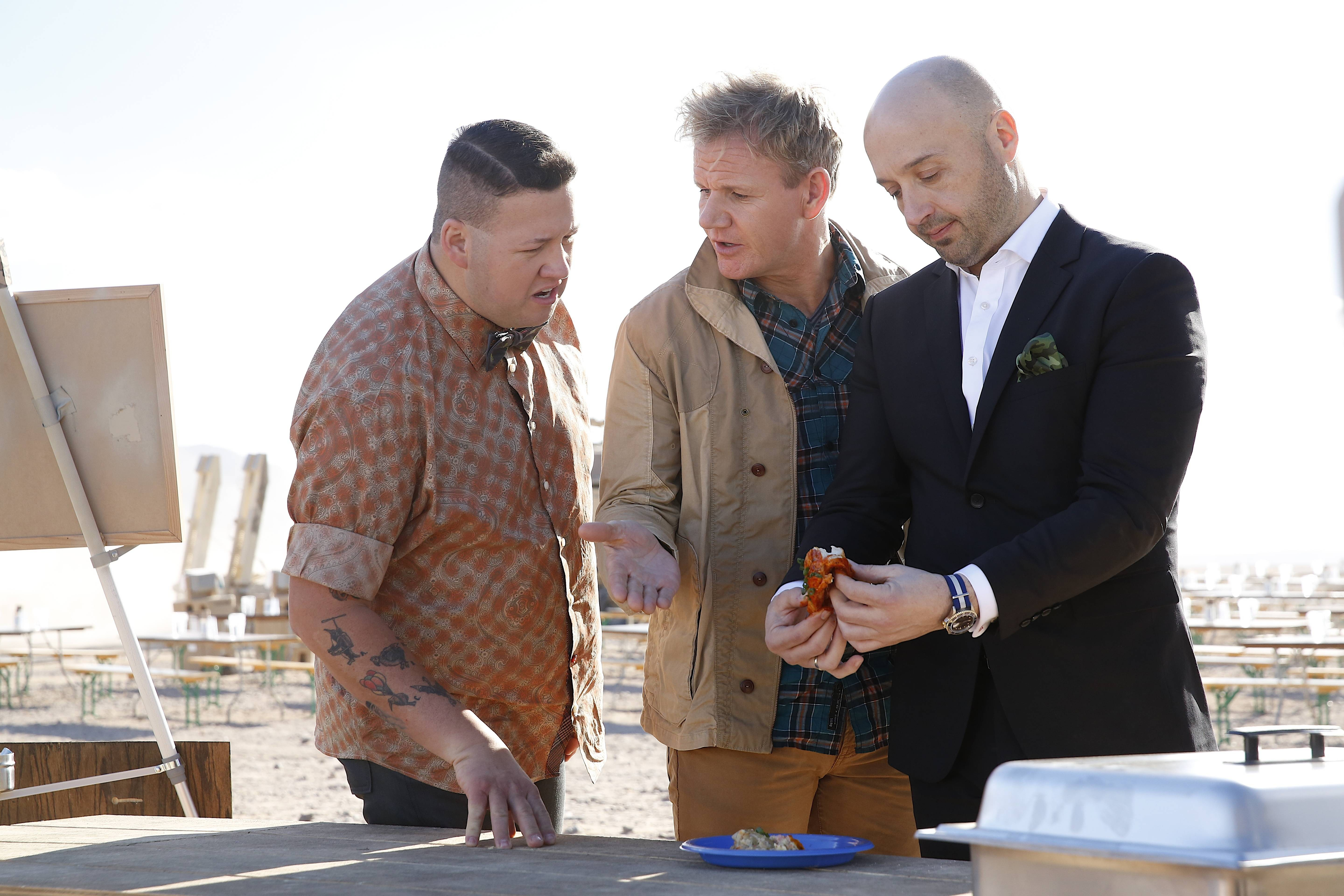
Joe Bastianich (sulla destra) con gli chef Graham Elliot e Gordon Ramsay

Vicino a casa, il duo rilanciò il Tarry Lodge a Port Chester, New York. Nel 2010, Del Posto divenne il primo ristorante italiano, in 36 anni, ad essere recensito con quattro stelle dal New York Times. Nel 2011 partecipa alla prima edizione di Masterchef Italia come giudice insieme a Bruno Barbieri e Carlo Cracco, ruolo che manterrà per i successivi otto anni. Nell'agosto 2013 aprì il ristorante Orsone a Gagliano, frazione di Cividale del Friuli, con lo scopo di portarvi la cultura gastronomica che ha appreso in tutto il mondo assieme alla madre Lidia. Bastianich ha fondato inoltre tre aziende vinicole: Azienda Agricola Bastianich a Buttrio e a Cividale del Friuli, La Mozza s.r.l. di Magliano in Toscana in Maremma e TriTono a Mendoza, Argentina;
Nell'estate del 2015 riprese l'attività del ristorante Ricci in piazza della Repubblica a Milano, con soci Bastianich, Belén Rodríguez, Luca Guelfi e Simona Miele, già titolari dei Petit Bistrot di Milano e Miami.
Nel 2018 la Guardia di Finanza ha avviato verso di lui un contenzioso tributario relativo al suo ristorante italiano Orsone, per una presunta evasione fiscale di un milione di euro di redditi non dichiarati. Il legale di Bastianich ha replicato che, avendo il locale un regime fiscale agevolato, non vi era stata alcuna evasione.
Nel 2019, dopo otto edizioni, decide di lasciare il programma televisivo Masterchef Italia. Appassionato di musica, è stato frontman e chitarrista del gruppo statunitense The Ramps e, il 6 settembre 2019, ha pubblicato per la Universal il suo primo singolo da solista, Joe Played Guitar, che ha preceduto il suo primo album in studio Aka Joe, pubblicato il 20 settembre 2019.
Nell’estate 2022 pubblica l’album inedito “Good morning Italia” insieme con la band partenopea La Terza Classe, con cui calca i palchi dei migliori festival italiani nel tour estivo dello stesso anno.
Nel 2020 un gruppo di manifestanti ha distrutto uno dei suoi locali a Los Angeles a seguito delle polemiche scatenatesi per l'omicidio di George Floyd da parte delle forze dell'ordine americane.
Nell'agosto 2021 annuncia l'apertura di un nuovo locale dedicato al barbecue americano, chiamato Joe’s American BBQ, alla stazione Centrale di Milano.
Nel 2023 prende parte al reality Pechino Express, in coppia con l'amico Andrea Belfiore, vincendo il programma.
Nel 2024 partecipa come concorrente alla diciottesima edizione de L'isola dei famosi e alla prima edizione de Tilt - Tieni il tempo.
Dal 2025 conduce la serie televisiva Foodish, per valutare insieme a vari ospiti i cibi tipici di varie città italiane.

## Vita privata
Bastianich ha vissuto molti anni a Greenwich, Connecticut, e attualmente vive a New York. 
È sposato dal 1995 con Deanna, con la quale ha avuto tre figli di nome Olivia, Miles e Ethan; possiede inoltre due cani, di nome Quattro e Vasco.

## Programmi televisivi
- MasterChef USA (Fox, 2010-2014, dal 2018) – Giudice
- MasterChef Italia (Cielo, 2011; Sky Uno, 2012-2019) – Giudice
- Junior MasterChef (Fox, 2013-2015, dal 2018) – Giudice
- Restaurant Startup (CNBC, 2014-2016)
- Junior MasterChef Italia (Sky Uno, 2014) – Ospite
- Miss Italia (LA7, 2015) – Giudice
- Top Gear Italia (Sky Uno, 2016)
- Celebrity MasterChef Italia (Sky Uno, 2017-2018) – Giudice
- Cucine da incubo Italia (NOVE, 2017) – Ospite
- MasterChef All Stars Italia (Sky Uno, 2018) – Giudice ospite
- Festival di Sanremo (Rai 1, 2019) – Giurato d'onore
- Il supplente (Nove, 2019)
- Amici Celebrities (Canale 5, 2019) – Concorrente
- Italia's Got Talent (TV8, 2020-2021) – Giudice
- Family Food Fight (Sky Uno, 2020-2021) – Giudice
- Le Iene (Italia 1, 2022) – Inviato
- Pechino Express (Sky Uno, 2023) – Concorrente vincitore
- Il Collegio 8 (Rai 1, 2023) – Ospite
- Masked Singer Usa (Fox, 2024) - Concorrente
- L'isola dei famosi (Canale 5, 2024) - Concorrente
- Con Joe Bastianich alla scoperta del Folk (Sky Arte, 2024)
- Foodish (TV8, 2025)

## Discografia

### Album in studio
- 2019 – Aka Joe
- 2022 - Good Morning Italia feat. La Terza Classe

### Singoli
- 2019 – Joe Played Guitar
- 2019 – Nonna (97 years)
- 2019 – Make Up Your Mind
- 2022 - Fall in Between (feat. La Terza Classe)

## Podcast
Nel novembre 2024, apre il Podcast Millions, assieme a Tommaso Mazzanti, proprietario dell'Antico Vinaio.

## Premi e riconoscimenti
- Nel 2005 è stato riconosciuto come "Outstanding Wine and Spritz Professional" dalla James Beard Foundation e dalla rivista Bon Appétit.
- Nel 2008 è stato premiato "Outstanding Restaurateur Award" dalla James Beard Foundation.
- Nel 2016 ha ricevuto per il suo libro Giuseppino. Da New York all'Italia il Premio Bancarella della Cucina.[23]
- Nel 2018 è stato premiato al Parlamento italiano dalla Fondazione Italia USA con il "Premio America".[24]
- Nel 2021 ha ricevuto a Los Angeles l'Ittv Award.[25]

## Opere
- (EN) Joseph Bastianich e David Lynch, Vino Italiano Buying Guide, 1ª ed., New York, Clarkson Potter, 2004, ISBN 9781400052875.
- Joseph Bastianich, Restaurant man, traduzione di Monica Capuani e Arlette Remondi, 1ª ed., Milano, Rizzoli, 2012, ISBN 978-88-17-05721-9.
- Joe Bastianich e Sara Porro, Giuseppino. Da New York all'Italia, 1ª ed., Milano-Novara, UTET, 2014, ISBN 978-88-511-2690-2.